# 堆
堆（たい、Bank）は、海底地形の一種で大陸棚あるいは島棚の上で比較的浅くなっているが船の航行には支障のないもの。成因は火山性、侵食性など様々。魚介類の生息に適しており、よい漁場となる。
堆が一線に並ぶ地形を堆列（Bank Chain）、密接するが一線に並ばないものを堆群（Banks）という。

## 主な堆

### 日本周辺の堆

#### オホーツク海
- 北見大和堆
- 知床堆
- 宗谷堆
- 紋別堆
- 湧別堆

#### 太平洋
- 襟裳岬堆
- 石花海（駿河湾）

#### 日本海
- 岩内堆
- 隠岐堆
- 沖武蔵堆
- 神恵内堆
- 北武蔵堆
- 北大和堆
- 共同堆
- 積丹堆
- 天売堆
- 南武蔵堆
- 武蔵堆
- 大和堆
- 礼文堆

### カナダ
- グランドバンク

### イギリス
- ドッガーバンク